# Elise Lindqvist
Elise Marie Lindqvist, född 23 februari 1936, är en svensk volontär i Klara kyrkas diakonala arbete samt föreläsare. Efter ett liv i missbruk och våld har hon genom en omvändelse blivit bekännande kristen och hjälper nu de prostituerade på Malmskillnadsgatan i Stockholm. I team bedrivs ett långsiktigt arbete med att ingjuta hopp bland de nedbrutna kvinnorna på gatan. Elise Lindqvists liv finns beskrivet i den självbiografiska boken Ängeln på Malmskillnadsgatan, som hon har skrivit tillsammans med Antima Linjer.

## Biografi

### Första 58 åren
Elise Lindqvist hade en svår uppväxt med sexuella övergrepp utom familjen redan från fem års ålder. Elise betonar att det inte var pappan som genomförde övergreppen. Hon upplevde också hot, inlåsningar och många flyttar. Hon togs för att vara obegåvad för att hon hade en hörselskada. När modern lämnade fadern för en gravt alkoholiserad man sprack allt. Elise Lindqvist rymde hemifrån när hon var 14 år, kom till en familj och gick klart skolan. Som 16-åring sålde hon sin kropp för första gången.
Hon gifte sig och lyckan var stor då hon fick en dotter, men snart blev Elise Lindqvist misshandlad av sin make. Hennes självförtroende kördes i botten. Hon besökte läkare för att få tabletter utskrivna som hon sedan blandade med brännvin. Efter ett antal år flydde hon från äktenskapet.

### Förändring och volontärarbete
Vid 58 års ålder var hon ett vrak och remitterades av en läkare till Mössebergs kurort i Falköping för att få hjälp. Hon kom dit och till en början var de närmast rädda för henne och hennes då svarta uppsyn. Värdpar på Mösseberg var Daga och Larseric Janson och de tog hand om henne "som ett barn" under ett helt år, beskriver hon i en intervju i Erikshjälpens tidning.
Sedan mitten av 1990-talet är Elise Lindqvist engagerad i S:ta Clara kyrkas vänner och Sankta Clara kyrka i centrala Stockholm. Carl-Erik Sahlberg, som länge var präst där, har byggt upp ett socialt arbete med tydlig inriktning att hjälpa hemlösa och prostituerade. Ifrån Sankta Clara utgår hon på fredagsnätterna för att vara ute bland kvinnorna på Malmskillnadsgatan. "Att få se förvandlingen hos en tjej som lämnat gatan och kämpa vidare, är som en karamell att njuta länge av", berättar hon i nämnda intervju.
Hon kallas mest för "Morsan", men ibland också "Stålmormor" och "Ängeln".

### Medial uppmärksamhet och boksläpp
I dokumentären "Ängeln på Malmskillnadsgatan" av Peter Gaszynski på SVT2 den 24 februari 2012 berättades om hennes volontärarbete bland missbrukare och prostituerade på fredagsnätterna.
Elise Lindqvist var värd för Sommar i P1 den 2 augusti 2012 där hon berättade om en svår barndom och ett vuxenliv i kaos, men hur hon blivit frälst och därefter fått ett nytt liv som volontär. Detta upprepades delvis när hon tillsammans med fyra andra sommarpratare deltog i Sveriges Televisions program "Sommarpratarna" den 20 december 2015.
Hösten 2013 kom hennes självbiografi Ängeln på Malmskillnadsgatan, skriven i samarbete med Dagen-medarbetaren Antima Linjer (född 1973). Boken och hennes arbete på Malmskillnadsgatan fick mycket uppmärksamhet i samband med att hon medverkade i TV-programmet Skavlan.
I en intervju på Nyhetsrummet.se kommenterar hon boken följande: "Det var inte lätt att öppna sig så, man blottar sig ju så totalt. Men jag vill nå dem som drar omkring med skam och skuld, som kanske lever ett destruktivt liv med missbruk, våld och skräck, precis som jag själv gjorde. Jag vill tala om för dem att det finns hjälp att få."
Lindqvist gästade TV-programmet När livet vänder i SVT2 2 april 2014.

## Utmärkelser
- Vitsippspriset av Kristdemokraterna i Huddinge (2012) för sitt engagemang för att hjälpa de utsatta kvinnorna på Malmskillnadsgatan i Stockholm[17]
- Skandinaviska människorättskommitténs värdighetspris (2013)[18]
- Svenska Hjältars Livsgärning (2015)[19]
- H. M. Konungens medalj i guld av femte storleken 2021 för förtjänstfulla sociala samhällsinsatser[20]